# شارل کوست
شارل کوست (فرانسوی: Charles Coste‎؛ زادهٔ ۸ فوریهٔ ۱۹۲۴) دوچرخه‌سوار اهل فرانسه است.
وی در مسابقات کشوری و بین‌المللی در مجموع برندهٔ ۱ مدال طلا شده‌است.